# سوسک سه‌خطی سیب‌زمینی
سوسک سه‌خطی سیب‌زمینی با (نام علمی: Lema daturaphila) از خانواده سوسک برگ می‌باشد. میزبان این سوسک خانواده بادنجانیان و به‌ویژه این حشره، آفت کشاورزی محصول سیب‌زمینی است.